# Großer Brand von Chicago

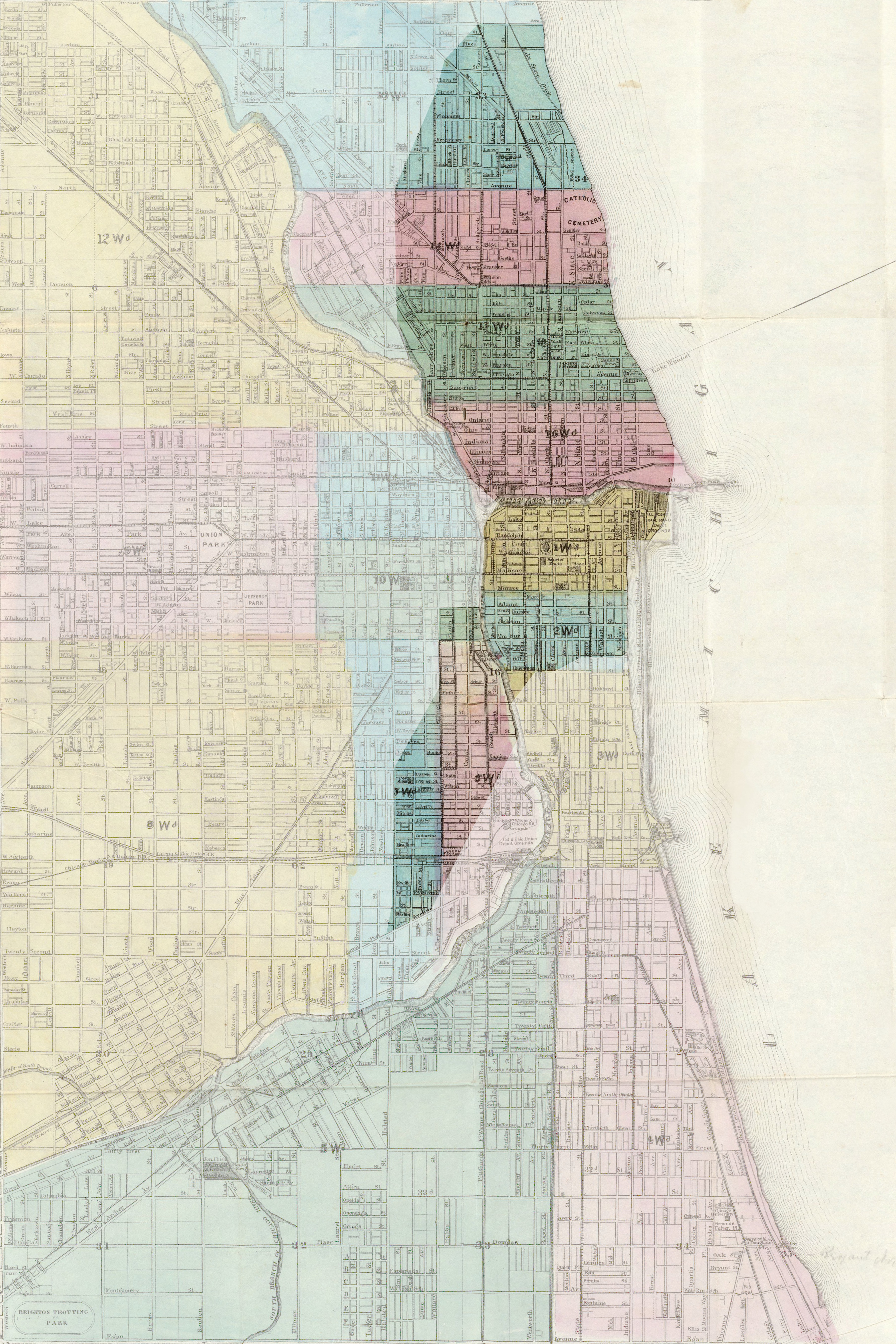
Karte von Chicago 1871. Die dunklere Fläche wurde vom Feuer zerstört.

Der Große Brand von Chicago war ein Großfeuer in Chicago, Illinois, das vom 8. bis 10. Oktober 1871  wütete und große Teile der Innenstadt zerstörte.

## Verlauf

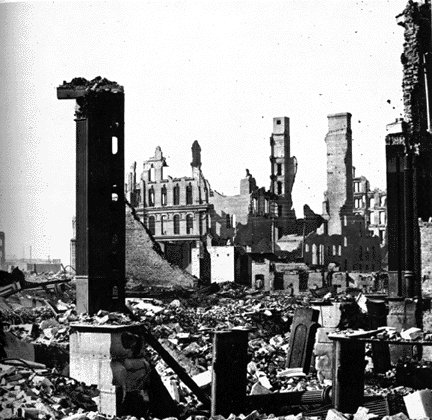
Ruinen nach dem Brand, Ecke Dearborn und Monroe Street

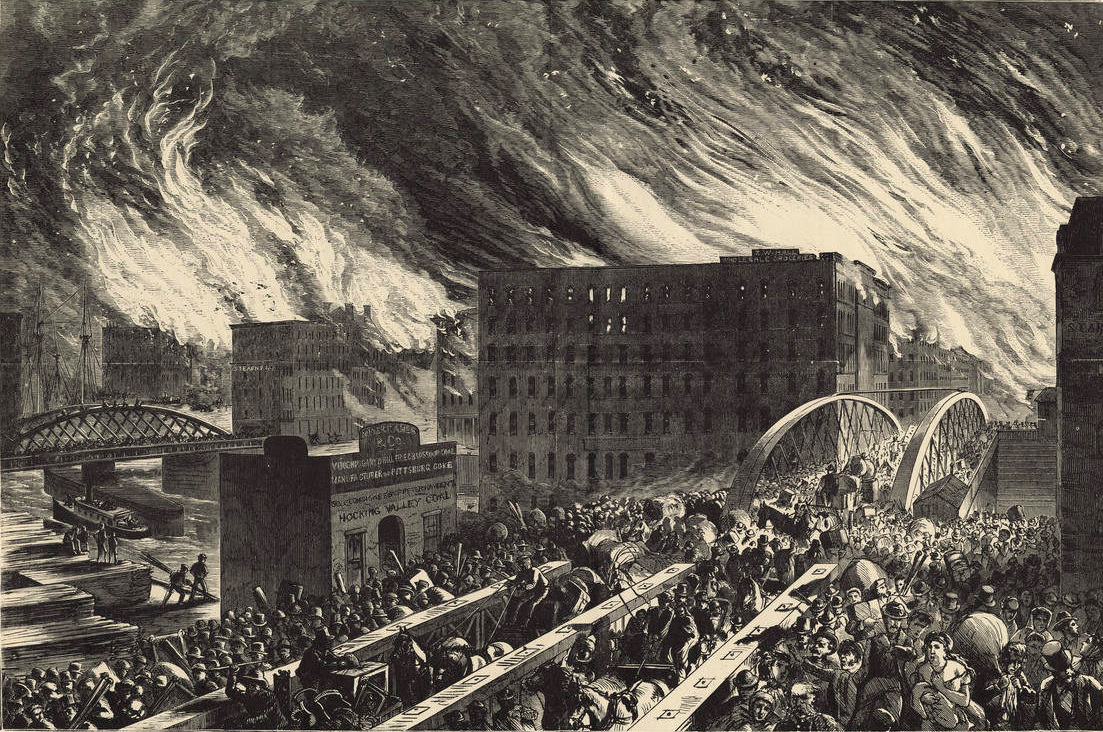
Künstlerische Darstellung von John R. Chapin, 1871

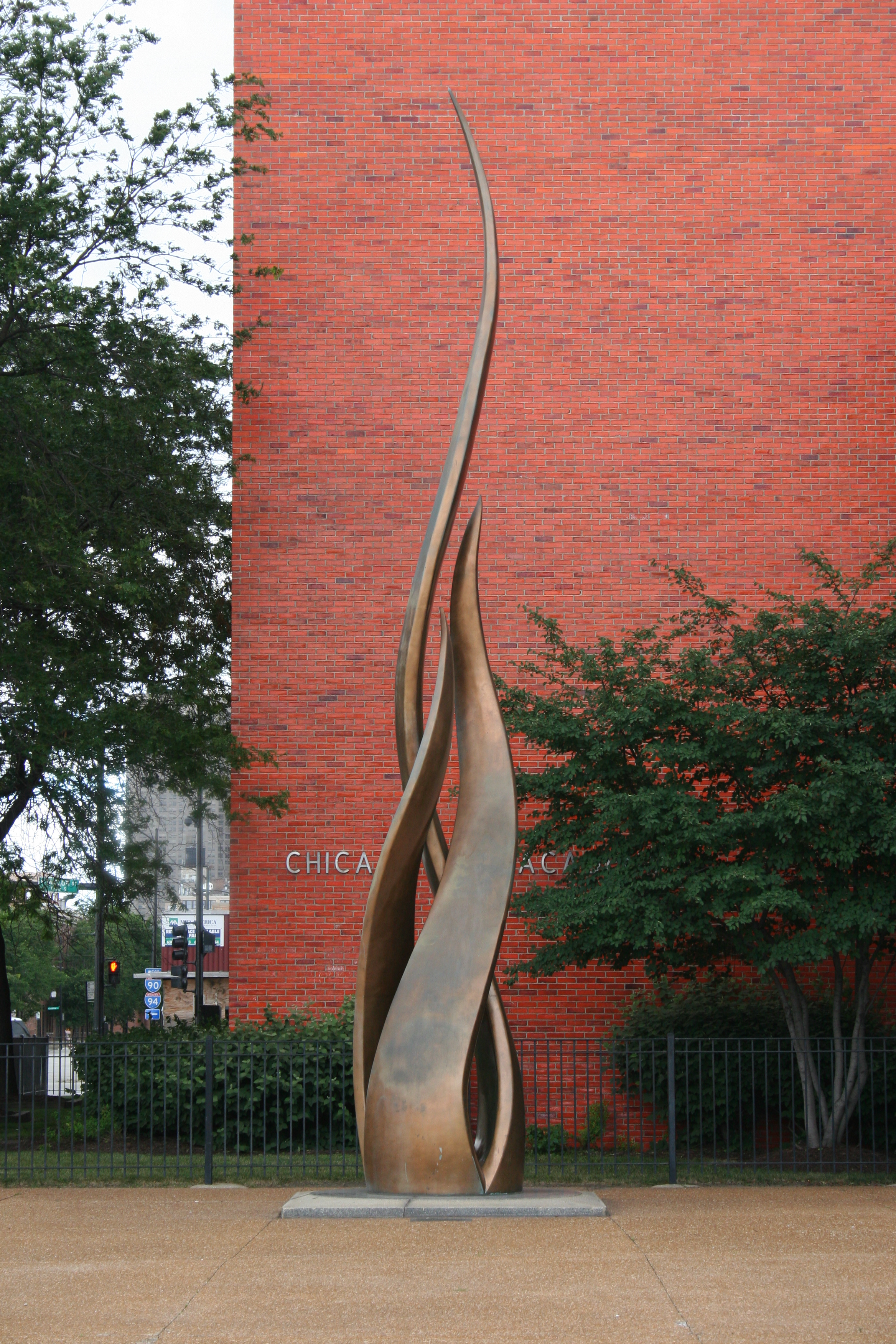
Das Mahnmal am Ort, wo das Feuer ausbrach, mit der Chicago Fire Academy im Hintergrund

Der Sommer war sehr heiß und trocken gewesen, seit dem 4. Juli waren in diesem Jahr nur knappe drei Zentimeter Regen gefallen. Am Vortag hatte es bereits einen größeren Brand gegeben, so dass die Wasserreserven gefährlich niedrig waren.
Das Feuer brach um 21 Uhr aus, vermutlich in der Scheune der Eheleute Patrick und Catherine O’Leary in der 137 DeKoven Street (heute 558 West DeKoven, dort steht in dieser, heute eher unbedeutenden schmalen Seitenstraße, eine Ausbildungsstätte für Feuerwehrkräfte der Chicago Fire Academy).
Als der Brand gemeldet wurde, bemühten sich die Nachbarn, O’Learys Haus vor den Flammen zu retten. Starke Winde aus dem Südwesten hatten zur Folge, dass benachbarte Häuser in Brand gerieten und sich das Feuer Richtung Stadtmitte ausweitete. Die Feuerwehr war durch den Brand tags zuvor noch in einem Zustand der Erschöpfung, so dass Warnsignale und Informationen nicht aufmerksam und ernst genug zur Kenntnis genommen wurden und somit die Effizienz der Löschversuche eher unzureichend war. Als die Feuerwehrleute den Ort des Geschehens erreichten, hatte das Feuer schon die Taylor Street und Forquer Street im Westteil überlaufen. Von hier aus verteilte es sich zur Clinton Street unterhalb der Polk Street. Um 23:30 Uhr erreichte der Brand die Van Buren Street und die Canal Street, die an ein Gebiet anschlossen, das durch das Feuer vom Vortag auf fast 65.000 m² niedergebrannt war.
Der Brand befand sich nun auf seinem Höhepunkt und hatte bereits 1,6 km² Stadtfläche vernichtet. Der Norden war bereits vom Vortagsfeuer vernichtet, der Westen wurde vom Wind geschützt und der Osten war begrenzt durch den Fluss. Das Feuer hätte nun also hier enden können. Nach Augenzeugenberichten erreichte jedoch Funkenflug über knapp 500 Meter alte heruntergekommene Holzhütten und leicht entzündliche Materialien auf der Adams- und Franklin Street am Ostufer des Flusses und sorgte dort für eine sofortige neue Entzündung eines Feuers. Andere Quellen berichten davon, dass der Fluss selber Feuer gefangen hatte, durch hölzerne Wasserfahrzeuge, Treibholz und fetthaltige Abfälle, die auf dem Fluss trieben. Der Brand verlief auch entlang der Polk-Street-Brücke (die dadurch zerstört und bis heute nicht wieder aufgebaut wurde) und weiter in die südlichen Stadtteile.
Bis zu diesem Punkt gab es kaum Panik unter der Bevölkerung. Auch im Norden beobachteten die Leute lediglich den Brand, das zunächst noch keine Bedrohung für sie darstellte. Das änderte sich, als das Feuer nun auf das Ostufer übergriff. Glühende Bretter und Feuerbälle gingen auf die Lake Street und die Water Street nieder. Um 1:00 Uhr erreichte das Feuer die städtischen Gebäude an der LaSalle Street. Erst wurde die Handelskammer, dann das Gerichtsgebäude von den Flammen eingeschlossen. Um 2:15 Uhr stürzte der Uhrturm des Gerichtsgebäudes in sich zusammen. Auch verlief der Brand am Montag westwärts entlang des Flusses, griff über auf die Wells Street und zwang die Bewohner des Nordens, nun auch ihre teuren Häuser zu verlassen und zu fliehen. Der Brand weitete sich den ganzen Montag und die Nacht bis zur Fullerton Street und im Süden bis zur Terrace Row aus.
| zerstört                 | Ort (...Street)     | Stadtteil | Datum           | Uhrzeit   |
| ------------------------ | ------------------- | --------- | --------------- | --------- |
| Patrick O’Learys Scheune | Jefferson & DeKoven | West      | 8. Okt. 1871    | 21:30 Uhr |
| Batehams Mühle           | Clinton & Harrison  | West      | 8. Okt. 1871    | 22:00 Uhr |
| Parmelees Stallungen     | Franklin & Jackson  | Süd       | 8. Okt. 1871    | 23:30 Uhr |
| Gaswerk                  | Franklin & Adams    | Süd       | 8.–9. Okt. 1871 | 00:00 Uhr |
| Conleys Patch            | Franklin & Adams    | Süd       | 9. Okt. 1871    | 00:20 Uhr |
| Gerichtsgebäude          | Clark & Randolph    | Süd       | 9. Okt. 1871    | 01:30 Uhr |
| Wrights Stallungen       | State & Kinzie      | Nord      | 9. Okt. 1871    | 02:00 Uhr |
| Polk Street              | Polk & Franklin     | Nord      | 9. Okt. 1871    | 02:30 Uhr |
| Northwestern Elevator    | Franklin & Kinzie   | Nord      | 9. Okt. 1871    | 07:00 Uhr |
| Galena Passenger Depot   | Rush & Kinzie       | Nord      | 9. Okt. 1871    | 07:00 Uhr |
| Ogden Mansion            | State & Oak         | Nord      | 9. Okt. 1871    | 09:00 Uhr |

Eine der wenigen positiven Wendungen ereignete sich an der Madison-Street-Brücke. Es schien so, als würde das Feuer wiederum den Fluss überqueren, diesmal in Ost-West-Richtung, um eine neue Schneise im Westteil der Stadt zu schlagen. Aber es wurde aufgehalten durch die Getreidemühle an der Westseite der Brücke, die durch eine große dampfbetriebene Pumpe dauergekühlt wurde. Diese Pumpe hat den Westteil der Stadt vor weiterer Zerstörung bewahrt, weil ihr Wirken das Feuer hinderte, hinter die Mühle zu gelangen und die dortigen Holzbaracken, den Holzlagerplatz und weitere Straßen zu vernichten.
Am Dienstag, dem 10. Oktober um 10 Uhr vormittags, setzte ein schwerer Regen ein, der das Feuer endlich löschte.

## Die Ausmaße
(geschätzter heutiger Wert in Klammern)

Viele der zerstörten Gebäude waren einzigartige architektonische Besonderheiten. Dazu zählte das Verlagsgebäude der Zeitung Chicago Tribune an der Dearborn und Madison Street. Zu dieser Zeit war es bereits eine der modernsten Druckereien der Welt, die erst 2 Jahre zuvor für 225.000 $ (4 Mio $) fertiggestellt worden war. Mit seinem Inventar, zwei Achtzylinder-Offsetpressen und mehreren Falzmaschinen, addiert sich der Verlust somit auf 325.000 $ (5 Mio $)
Das Crosby Opera House an der State und Washington Street sollte sogar am Montag nach einer aufwendigen, 80.000 $ (1,4 Mio $) teuren Renovierungsphase  wiedereröffnet werden.
Ähnlich erging es dem benachbarten McVicker's Theatre. Auch hier wurde eine aufwendige Renovierung erst Wochen zuvor beendet.
Gebäude, die das Feuer überstanden, bzw. wieder errichtet wurden, sind der Wasserturm und die Einigkeitskirche. Diese wurde 1869 erbaut, erlitt aber schwere Schäden. Sie ist heute Teil eines 40-stöckigen Komplexes mit Eigentumswohnungen.
Viele Wasserfahrzeuge konnten während des Feuers in Sicherheit geschleppt werden. Jedoch wurden Schiffe im Wert von 173.000 $ (rd. 3 Mio. $) vernichtet. Einige andere Schiffe waren zwar ebenfalls im Zentrum des Brandes, sind aber nur im Fluss gesunken und konnten später geborgen werden.
Schließlich wurde festgestellt, dass das Feuer ein Gebiet von sechs Kilometern Länge und durchschnittlich einem Kilometer Breite – mehr als acht Quadratkilometer – zerstört hatte. Dieses Gebiet schloss 120 km Straßen, 190 km Gehwege, 2.000 Laternenmasten, 17.000 Gebäude und 200 Millionen Dollar an Besitz mit ein – ein Drittel des Stadtwerts. Nach dem Feuer wurden 125 Leichen geborgen, Schätzungen kamen letztendlich auf 200 bis 300 Tote, was für diese Ausmaße wenig war – schließlich verloren von rund 300.000 Einwohnern 100.000 ihr Zuhause.
Dem Feuer wird nachgesagt, dass es die Ausmaße des Moskauer Stadtbrandes während der Belagerung der Stadt 1812 durch Napoléon Bonaparte übertraf.

## Konferenz in der State Street und Wiederaufbau der Stadt
Am Morgen nach dem großen Brand fanden sich eine Reihe von Geschäftsleuten in der State Street ein und starrten auf die rauchenden Überreste ihrer Kaufhäuser. Dann wurde in einer Konferenz darüber abgestimmt, ob man dem fast völlig zerstörten Chicago noch eine zweite Chance geben oder ob man an einer anderen Stelle unter günstigeren Bedingungen noch einmal ganz von vorn anfangen sollte.
Landspekulanten wie Gurdon Saltonstall Hubbard gingen schnell daran, die Stadt wieder aufzubauen. 20 Jahre später war Chicago Gastgeber der World's Columbian Exposition.
Zum Wiederaufbau der Stadt wurde eine enorme Menge an Bauholz benötigt; einen Großteil davon lieferten die Sägemühlen der Ortschaft Singapore, die nordöstlich von Chicago am anderen Ufer des Michigansees an der Mündung des Flusses Kalamazoo lag. Die Folgen für Singapore waren verheerend: Die Wald-Bestände um Singapore wurden komplett abgeholzt, wodurch die Ortschaft schutzlos dem Wind und den Bewegungen der Sanddünen ausgesetzt war: Innerhalb weniger Jahre musste Singapore aufgegeben werden; seit Ende des 20. Jahrhunderts lässt sich nicht mehr erkennen, dass sich unter den Dünen die Häuser einer früheren Ortschaft befinden.

## Vermutete Ursachen des Feuers

### „Kuh und Laterne“-Theorie

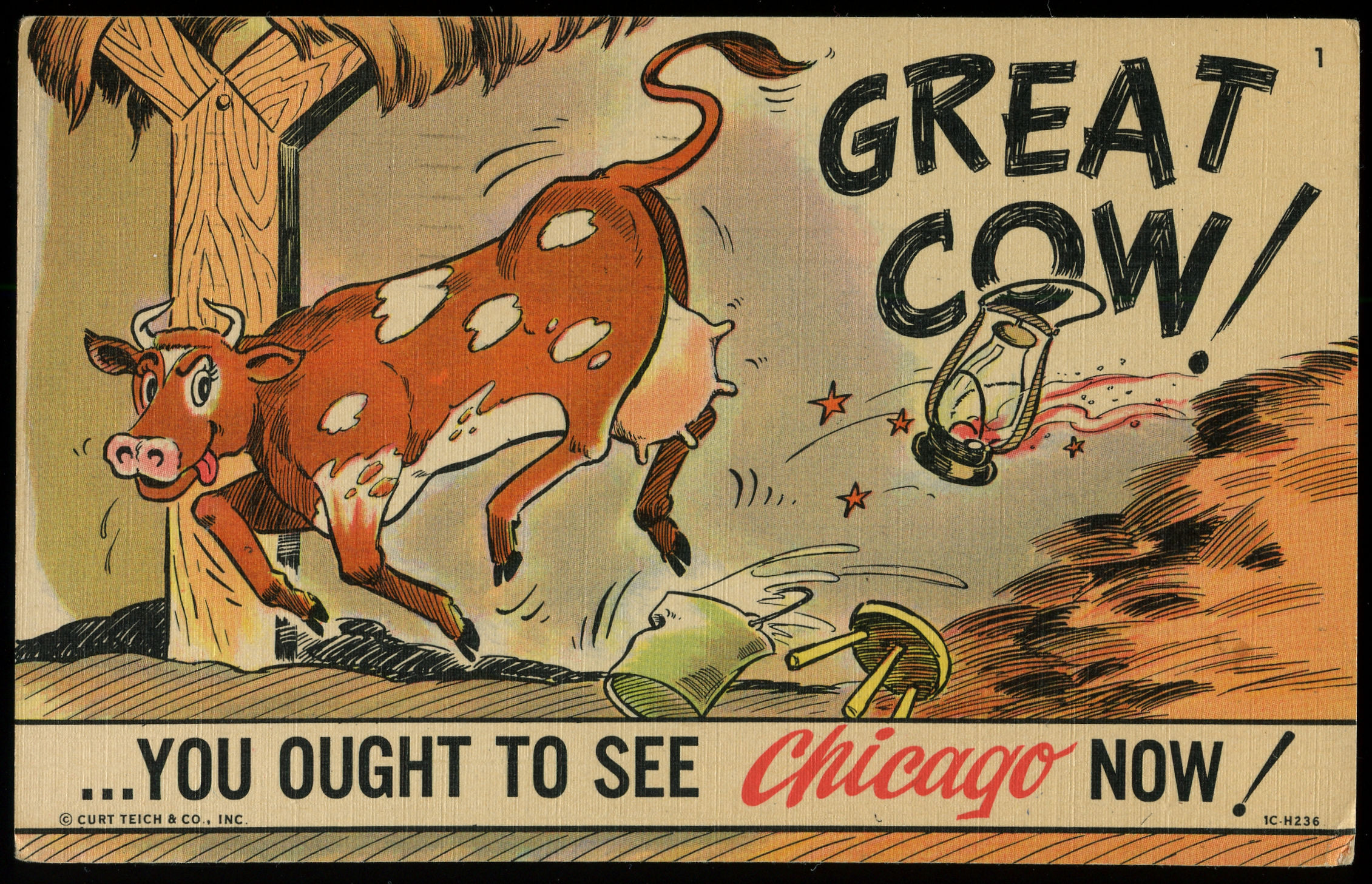
Ansichtskarte von Chicago von 1950 bezieht sich auf die „Kuh und Laterne“-Theorie

Eine bekannte Legende erzählt, dass der Großbrand durch eine von einer Kuh umgestoßene Laterne in der Scheune entstand. Diese Geschichte wurde allerdings von einem Reporter der Chicago Tribune namens Michael Ahern in die Welt gesetzt, weil er glaubte, mit dieser Story mehr Leser zu erreichen. So gab er es später im Jahr 1893 zu.
Es wurde noch während des Brandes Catherine (Kate) O’Leary als Verantwortliche für das Entstehen des Feuers in der mit Tieren (fünf Kühe, ein Pferd, ein Kalb), einem Transportwagen und Brennmaterial für den Winter eng gefüllten Scheune ausgemacht. Sie war der Sündenbock: Sie war eine Frau, irische Einwanderin und katholisch – eine Kombination, die im damaligen politischen Klima Chicagos Ressentiments ausgesetzt war. Zumal der falsche Zeitungsbericht die Leute in ihrer Meinung bestärkte. Jedoch wurde ihre Verantwortung nicht offiziell festgestellt. Einige Jahre später, im Jahr 1897, ließ der Stadtrat Chicagos erneute Untersuchungen durchführen und sprach nun O’Leary von jeder Schuld frei.

### Sullivan-Theorie
Es wurde vermutet, dass der Junge Daniel „Pegleg“ Sullivan das Feuer versehentlich auslöste, als er versuchte, Milch aus O’Learys Scheune zu stehlen. Er war es auch, der verdächtig rasch und zuerst von dem Feuer berichtete. Untersuchungen des Tatorts zeigen aber, dass Sullivan den Ausbruch des Feuers von der Stelle aus, an der er stand, nicht hat sehen können. Kurz vor seinem Tod soll Sullivan zugegeben haben, das Feuer in jener Scheune gelegt zu haben.
Ein weiteres Gerücht besagt, dass Sullivan oder Lois M. Cohn, die in der Scheune mit O’Learys Sohn (der später als Erwachsener einen Glücksspielsalon betrieb) und anderen Jungen gewürfelt (oder/und geraucht) haben, das Feuer gelegt hätten.

### Meteorschauer-Theorie
Ebenfalls am 8. Oktober 1871 brannte der Ort Peshtigo, Wisconsin, 355 km nördlich nieder. Auch Holland, Michigan auf der anderen Seite des Michigansees brannte an jenem schicksalhaften Tag nieder.
Es hat beharrliche Vermutungen gegeben, dass all diese Feuer von einem Kometen ausgelöst wurden. Die letzte Theorie wurde 2004 vom Physiker Robert Wood vorgelegt, der die Brände einem Fragment des Kometen 3D/Bielas zuschreibt. Da es aber keine weiteren Belege darüber gibt, dass Meteore selbst überhaupt Brände auslösen können, schlicht auch, weil sie beim Auftreffen auf die Erdoberfläche zu kühl geworden sind, findet diese Theorie jedoch keine Zustimmung in der Wissenschaft.

### Terroristen-Theorie
Ein weiteres Gerücht brachte für eine kurze Zeit weltweit operierende Terroristen, die direkt mit der Pariser Kommune in Verbindung gestanden haben sollen, ins Gespräch.

## Rezeption

### Spielfilm
Im Jahr 1937 wurde der Kinofilm Chicago produziert, der mit einer fiktiven Geschichte um Kommunalpolitik, Eifersucht und Bruderrivalität in seinem dramatischen Finale auch den Brand thematisiert. Der Film wurde mit einem großen Staraufgebot verfilmt. Er erhielt zwei Oscars.

### Fernsehserie
Auch in der US-amerikanischen Fernsehserie Chicago Fire findet der große Brand in vereinzelten Episoden kurz Erwähnung. So wird an einer Stelle erklärt, dass die Fire Academy zur Ausbildung der Rekruten am Ort des damaligen Brandes steht.

### Computerspiel
Im Computerspiel Terranigma für die Spielekonsole SNES gibt es den an Chicago angelehnten Ort Seeheim, der im Laufe des Spiels komplett niederbrennt und durch Hilfe von Spenden wiederaufgebaut werden kann.